# Biomateriale
In chimica, un biomateriale è un materiale che si interfaccia bene con i sistemi biologici, siano essi tessuti viventi, microrganismi o organismi.
In campo biomedico, si parla di doppia interazione tra il biomateriale e l'organismo ricevente: il biomateriale provoca una risposta biologica dell'organismo, che a sua volta causa un processo di degradazione nel biomateriale stesso.
Le interazioni avvengono a diversi livelli: fisico-chimico, molecolare e cellulare.
L'ambiente operativo di un biomateriale è fisiologico, caratterizzato da una notevole attività chimica e da un elevato intervallo di sollecitazioni meccaniche.
I biomateriali sono in diretto contatto con i fluidi biologici, ovvero acqua con ioni in soluzione e co-presenza di enzimi, proteine e cellule.
Le condizioni fisico-chimiche (pH, temperatura) sono pressoché costanti nel tempo, e questo influisce sul progetto e sulla "vita" di un biomateriale.
Un concetto fondamentale per quanto riguarda i biomateriali è quello di biocompatibilità, che è l'abilità di un materiale di agire determinando un'appropriata risposta dell'ospite in una data applicazione.

## Storia
La storia dei biomateriali può essere riassunta in tre tappe fondamentali:
- Biomateriali di prima generazione: il requisito fondamentale per il materiale è di essere bioinerte, ovvero biocompatibile, l'obiettivo è ottenere una combinazione adeguata di proprietà fisiche uguali a quelle del tessuto sostituito, con una tossicità minima.

- Biomateriali di seconda generazione: si richiede al materiale di essere bioattivo, ovvero di provocare azioni e reazioni controllate nell'ambiente fisiologico, o riassorbibile, cioè degradarsi chimicamente e riassorbirsi in maniera controllata, in modo da essere sostituito dal tessuto che lo ospita. (pioniere nel 1968 Larry Hench)

- Biomateriali di terza generazione: il materiale deve essere sia bioattivo che riassorbibile biodegradabile.[3]

## Applicazioni
In generale, un biomateriale è utilizzato per costruire dispositivi e impianti biomedici, specificamente progettati per esplicare determinate funzioni nell'organismo. Anche le attrezzature chirurgiche, i materiali utilizzati nelle biomacchine e i dispositivi per il rilascio controllato di farmaci sono esempi di biomateriali.
Fra le principali applicazioni vi sono lenti intraoculari, dializzatori, protesi d'anca e di ginocchio, valvole cardiache, elettrodi stimolatori, cateteri anche in campo odontotecnico.

## Classificazione
I biomateriali si possono classificare in base alla natura chimica del materiale stesso: metallici, polimerici, ceramici e  compositi. 
Possono anche essere di derivazione biologica.
I metalli più usati come biomateriali sono gli acciai inossidabili, le leghe di cromo-cobalto e le leghe di titanio. In molti casi le parti metalliche si combinano con polimeri e materiali ceramici (nelle protesi d'anca, ad esempio). Gli acciai inossidabili hanno una percentuale totale di nichel (aumenta la tenacità) e cromo (migliora la resistenza a corrosione) del 23%. Le leghe di titanio sono largamente usate, dovuto all'ottima biocompatibilità del titanio, alla resistenza alla corrosione e alle eccellenti (per le applicazioni biomediche) proprietà meccaniche, essendo l'unico inconveniente l'eccessiva usura. Anche le leghe a memoria di forma trovano importanti applicazioni come biomateriali, soprattutto quelle di nickel-titanio. 
Nel caso di tessuti duri, le proprietà ideali che un metallo dovrebbe avere sono: (i) una notevole resistenza alla corrosione e all'usura, (ii) un modulo elastico simile a quello dell'osso (10-40 GPa), (iii) un'eccellente biocompatibilità con un ottimo grado di osteointegrazione e (iv) un'adeguata resistenza a fatica.
Le bioceramiche, relativamente agli altri biomateriali, hanno un alto modulo elastico, una durezza maggiore, sono molto resistenti alla corrosione. Il grosso problema è rappresentato dalla bassa tenacità e dunque dalla maggiore fragilità. Le bioceramiche sono poco reattive chimicamente all'interno dell'organismo. Tra le bioceramiche più utilizzate vi sono l'allumina, l'idrossiapatite e l'ossido di zirconio, o zirconia. Si possono classificare secondo il modo di applicazione: vetri densi, porosi, granuli, cementi, rivestimenti, riempimenti in materiali compositi. Possono essere inerti, bioattive e riassorbibili (il fosfato tricalcico ad esempio), o presentare una superficie bioattiva.
I polimeri come biomateriali hanno molti vantaggi: proprietà fisiche, chimiche e meccaniche simili a quelle dei tessuti vivi, facilità di lavorazione e ottenimento in diverse forme, bassa densità. Anche i polimeri possono essere bioinerti oppure degradabili. Per gli inerti, le applicazioni più comuni sono: lenti a contatto, cementi ossei acrilici, coppie d'attrito nelle protesi articolari. Tra i materiali maggiormente utilizzati possiamo annoverare il PMMA, il PDMS,  e il UHMWPE (polietilene ad altissimo peso molecolare).
Ai polimeri degradabili si demanda che anche i prodotti di degradazione siano biocompatibili. Uno di questi è l'acido polilattico, che si utilizza sempre più nell'ingegneria tissutale. La degradazione di un polimero avviene: per assorbimento di acqua seguito dall'idrolisi dei legami instabili (degradazione idrolitica) o per mezzo di enzimi o microorganismi (biodegradazione).